# Anas Seydou
Anas Seydou – ghański piłkarz grający na pozycji pomocnika. W swojej karierze grał w reprezentacji Ghany.

## Kariera klubowa
W swojej karierze piłkarskiej Seydou grał w klubie Hearts of Oak.

## Kariera reprezentacyjna
W 1978 roku Seydou został powołany do reprezentacji Ghany na Puchar Narodów Afryki 1978. Wystąpił w nim w dwóch meczach: półfinałowym z Tunezją (1:0) i finałowym z Ugandą (2:0). Z Ghaną wywalczył mistrzostwo Afryki.
W 1980 roku Seydou został powołany do kadry na Puchar Narodów Afryki 1980. Nie rozegrał w nim żadnego meczu.